# Іскра Антон Леонтійович
І́скра Анто́н Лео́нтійович (4 травня 1924, Турбів — 2005, Москва) — доктор технічних наук, лауреат Ленінської премії, лауреат премії Жуковського.
Брав участь у боях Другої світової війни.
Поступив у Читинський педінститут. У 1947 році перевівся на другий курс МФТІ.
Випускник першого випуску спеціальності «Аеродинаміка» МФТІ у 1952 році.
Працював у ЦАГІ. Автор патентів.